# Charles Michaelis
Charles Michaelis (? – ?) francia-amerikai jégkorongozó.
Játszott az 1931-es jégkorong-világbajnokságon a francia válogatott színeiben. A 9. helyen végeztek.
Kétszer is részt vett a Spengler-kupán. 1932-ben és 1934-ben, de nem sikerült elhódítani a kupát. 